# Gadus ogac
Il merluzzo artico (Gadus ogac sinonimo di Gadus macrocephalus (Richardson, 1836)), conosciuto anche come merluzzo della Groenlandia, è un pesce osseo marino appartenente alla famiglia Gadidae.

## Distribuzione e habitat
Si tratta di una specie ad areale artico diffusa su entrambe le sponde dell'estremo nord dell'Oceano Atlantico settentrionale e presente anche in alcune zone del nord Pacifico (Alaska). Una popolazione isolata è presente nel mar Bianco.
Popola prevalentemente acque costiere e non si spinge che raramente al largo o a profondità più elevate (massimo registrato 400 metri).

## Descrizione
È molto simile al merluzzo bianco da cui si distingue prevalentemente per la testa più larga e la colorazione che è più uniforme e scura sul dorso e i fianchi mentre degrada su toni più chiari sul ventre. La taglia massima registrata è di 77 cm.

## Biologia
Si tratta di una specie solitaria che non forma banchi. Può vivere fino a 12 anni.

### Alimentazione
Si nutre di altri pesci (Boreogadus saida, Mallotus villosus, giovani Reinhardtius hippoglossoides e anche giovani della propria specie), di gamberetti, granchi, krill, cefalopodi, vermi marini e echinodermi. Si pensa che ci sia competizione alimentare tra questa specie e il merluzzo bianco.

## Pesca
Questa specie è oggetto di pesca commerciale, ma gli stock si sono notevolmente ridotti.